# Scoliacma minor
Scoliacma minor är en fjärilsart som beskrevs av Rothschild 1916. Scoliacma minor ingår i släktet Scoliacma och familjen björnspinnare. Inga underarter finns listade.